# 1557
Portal Geschichte | Portal Biografien | Aktuelle Ereignisse | Jahreskalender | Tagesartikel

◄ |
15. Jahrhundert |
16. Jahrhundert
| 17. Jahrhundert | ►

◄ |
1520er |
1530er |
1540er |
1550er
| 1560er | 1570er | 1580er | ►

◄◄ |
◄ |
1553 |
1554 |
1555 |
1556 |
1557
| 1558 | 1559 | 1560 | 1561 | ► | ►►
Staatsoberhäupter  · Nekrolog   · Musikjahr
| Januar | Januar | Januar | Januar | Januar | Januar | Januar | Januar |
| Kw     | Mo     | Di     | Mi     | Do     | Fr     | Sa     | So     |
| ------ | ------ | ------ | ------ | ------ | ------ | ------ | ------ |
| 53     |        |        |        |        | 1      | 2      | 3      |
| 1      | 4      | 5      | 6      | 7      | 8      | 9      | 10     |
| 2      | 11     | 12     | 13     | 14     | 15     | 16     | 17     |
| 3      | 18     | 19     | 20     | 21     | 22     | 23     | 24     |
| 4      | 25     | 26     | 27     | 28     | 29     | 30     | 31     |

| Februar | Februar | Februar | Februar | Februar | Februar | Februar | Februar |
| Kw      | Mo      | Di      | Mi      | Do      | Fr      | Sa      | So      |
| ------- | ------- | ------- | ------- | ------- | ------- | ------- | ------- |
| 5       | 1       | 2       | 3       | 4       | 5       | 6       | 7       |
| 6       | 8       | 9       | 10      | 11      | 12      | 13      | 14      |
| 7       | 15      | 16      | 17      | 18      | 19      | 20      | 21      |
| 8       | 22      | 23      | 24      | 25      | 26      | 27      | 28      |

| März | März | März | März | März | März | März | März |
| Kw   | Mo   | Di   | Mi   | Do   | Fr   | Sa   | So   |
| ---- | ---- | ---- | ---- | ---- | ---- | ---- | ---- |
| 9    | 1    | 2    | 3    | 4    | 5    | 6    | 7    |
| 10   | 8    | 9    | 10   | 11   | 12   | 13   | 14   |
| 11   | 15   | 16   | 17   | 18   | 19   | 20   | 21   |
| 12   | 22   | 23   | 24   | 25   | 26   | 27   | 28   |
| 13   | 29   | 30   | 31   |      |      |      |      |

| April | April | April | April | April | April | April | April |
| Kw    | Mo    | Di    | Mi    | Do    | Fr    | Sa    | So    |
| ----- | ----- | ----- | ----- | ----- | ----- | ----- | ----- |
| 13    |       |       |       | 1     | 2     | 3     | 4     |
| 14    | 5     | 6     | 7     | 8     | 9     | 10    | 11    |
| 15    | 12    | 13    | 14    | 15    | 16    | 17    | 18    |
| 16    | 19    | 20    | 21    | 22    | 23    | 24    | 25    |
| 17    | 26    | 27    | 28    | 29    | 30    |       |       |

| Mai | Mai | Mai | Mai | Mai | Mai | Mai | Mai |
| Kw  | Mo  | Di  | Mi  | Do  | Fr  | Sa  | So  |
| --- | --- | --- | --- | --- | --- | --- | --- |
| 17  |     |     |     |     |     | 1   | 2   |
| 18  | 3   | 4   | 5   | 6   | 7   | 8   | 9   |
| 19  | 10  | 11  | 12  | 13  | 14  | 15  | 16  |
| 20  | 17  | 18  | 19  | 20  | 21  | 22  | 23  |
| 21  | 24  | 25  | 26  | 27  | 28  | 29  | 30  |
| 22  | 31  |     |     |     |     |     |     |

| Juni | Juni | Juni | Juni | Juni | Juni | Juni | Juni |
| Kw   | Mo   | Di   | Mi   | Do   | Fr   | Sa   | So   |
| ---- | ---- | ---- | ---- | ---- | ---- | ---- | ---- |
| 22   |      | 1    | 2    | 3    | 4    | 5    | 6    |
| 23   | 7    | 8    | 9    | 10   | 11   | 12   | 13   |
| 24   | 14   | 15   | 16   | 17   | 18   | 19   | 20   |
| 25   | 21   | 22   | 23   | 24   | 25   | 26   | 27   |
| 26   | 28   | 29   | 30   |      |      |      |      |

| Juli | Juli | Juli | Juli | Juli | Juli | Juli | Juli |
| Kw   | Mo   | Di   | Mi   | Do   | Fr   | Sa   | So   |
| ---- | ---- | ---- | ---- | ---- | ---- | ---- | ---- |
| 26   |      |      |      | 1    | 2    | 3    | 4    |
| 27   | 5    | 6    | 7    | 8    | 9    | 10   | 11   |
| 28   | 12   | 13   | 14   | 15   | 16   | 17   | 18   |
| 29   | 19   | 20   | 21   | 22   | 23   | 24   | 25   |
| 30   | 26   | 27   | 28   | 29   | 30   | 31   |      |

| August | August | August | August | August | August | August | August |
| Kw     | Mo     | Di     | Mi     | Do     | Fr     | Sa     | So     |
| ------ | ------ | ------ | ------ | ------ | ------ | ------ | ------ |
| 30     |        |        |        |        |        |        | 1      |
| 31     | 2      | 3      | 4      | 5      | 6      | 7      | 8      |
| 32     | 9      | 10     | 11     | 12     | 13     | 14     | 15     |
| 33     | 16     | 17     | 18     | 19     | 20     | 21     | 22     |
| 34     | 23     | 24     | 25     | 26     | 27     | 28     | 29     |
| 35     | 30     | 31     |        |        |        |        |        |

| September | September | September | September | September | September | September | September |
| Kw        | Mo        | Di        | Mi        | Do        | Fr        | Sa        | So        |
| --------- | --------- | --------- | --------- | --------- | --------- | --------- | --------- |
| 35        |           |           | 1         | 2         | 3         | 4         | 5         |
| 36        | 6         | 7         | 8         | 9         | 10        | 11        | 12        |
| 37        | 13        | 14        | 15        | 16        | 17        | 18        | 19        |
| 38        | 20        | 21        | 22        | 23        | 24        | 25        | 26        |
| 39        | 27        | 28        | 29        | 30        |           |           |           |

| Oktober | Oktober | Oktober | Oktober | Oktober | Oktober | Oktober | Oktober |
| Kw      | Mo      | Di      | Mi      | Do      | Fr      | Sa      | So      |
| ------- | ------- | ------- | ------- | ------- | ------- | ------- | ------- |
| 39      |         |         |         |         | 1       | 2       | 3       |
| 40      | 4       | 5       | 6       | 7       | 8       | 9       | 10      |
| 41      | 11      | 12      | 13      | 14      | 15      | 16      | 17      |
| 42      | 18      | 19      | 20      | 21      | 22      | 23      | 24      |
| 43      | 25      | 26      | 27      | 28      | 29      | 30      | 31      |

| November | November | November | November | November | November | November | November |
| Kw       | Mo       | Di       | Mi       | Do       | Fr       | Sa       | So       |
| -------- | -------- | -------- | -------- | -------- | -------- | -------- | -------- |
| 44       | 1        | 2        | 3        | 4        | 5        | 6        | 7        |
| 45       | 8        | 9        | 10       | 11       | 12       | 13       | 14       |
| 46       | 15       | 16       | 17       | 18       | 19       | 20       | 21       |
| 47       | 22       | 23       | 24       | 25       | 26       | 27       | 28       |
| 48       | 29       | 30       |          |          |          |          |          |

| Dezember | Dezember | Dezember | Dezember | Dezember | Dezember | Dezember | Dezember |
| Kw       | Mo       | Di       | Mi       | Do       | Fr       | Sa       | So       |
| -------- | -------- | -------- | -------- | -------- | -------- | -------- | -------- |
| 48       |          |          | 1        | 2        | 3        | 4        | 5        |
| 49       | 6        | 7        | 8        | 9        | 10       | 11       | 12       |
| 50       | 13       | 14       | 15       | 16       | 17       | 18       | 19       |
| 51       | 20       | 21       | 22       | 23       | 24       | 25       | 26       |
| 52       | 27       | 28       | 29       | 30       | 31       |          |          |

| Januar | Januar | Januar | Januar | Januar | Januar | Januar | Januar |
| Kw     | Mo     | Di     | Mi     | Do     | Fr     | Sa     | So     |
| ------ | ------ | ------ | ------ | ------ | ------ | ------ | ------ |
| 53     |        |        |        |        | 1      | 2      | 3      |
| 1      | 4      | 5      | 6      | 7      | 8      | 9      | 10     |
| 2      | 11     | 12     | 13     | 14     | 15     | 16     | 17     |
| 3      | 18     | 19     | 20     | 21     | 22     | 23     | 24     |
| 4      | 25     | 26     | 27     | 28     | 29     | 30     | 31     |

| Februar | Februar | Februar | Februar | Februar | Februar | Februar | Februar |
| Kw      | Mo      | Di      | Mi      | Do      | Fr      | Sa      | So      |
| ------- | ------- | ------- | ------- | ------- | ------- | ------- | ------- |
| 5       | 1       | 2       | 3       | 4       | 5       | 6       | 7       |
| 6       | 8       | 9       | 10      | 11      | 12      | 13      | 14      |
| 7       | 15      | 16      | 17      | 18      | 19      | 20      | 21      |
| 8       | 22      | 23      | 24      | 25      | 26      | 27      | 28      |

| März | März | März | März | März | März | März | März |
| Kw   | Mo   | Di   | Mi   | Do   | Fr   | Sa   | So   |
| ---- | ---- | ---- | ---- | ---- | ---- | ---- | ---- |
| 9    | 1    | 2    | 3    | 4    | 5    | 6    | 7    |
| 10   | 8    | 9    | 10   | 11   | 12   | 13   | 14   |
| 11   | 15   | 16   | 17   | 18   | 19   | 20   | 21   |
| 12   | 22   | 23   | 24   | 25   | 26   | 27   | 28   |
| 13   | 29   | 30   | 31   |      |      |      |      |

| April | April | April | April | April | April | April | April |
| Kw    | Mo    | Di    | Mi    | Do    | Fr    | Sa    | So    |
| ----- | ----- | ----- | ----- | ----- | ----- | ----- | ----- |
| 13    |       |       |       | 1     | 2     | 3     | 4     |
| 14    | 5     | 6     | 7     | 8     | 9     | 10    | 11    |
| 15    | 12    | 13    | 14    | 15    | 16    | 17    | 18    |
| 16    | 19    | 20    | 21    | 22    | 23    | 24    | 25    |
| 17    | 26    | 27    | 28    | 29    | 30    |       |       |

| Mai | Mai | Mai | Mai | Mai | Mai | Mai | Mai |
| Kw  | Mo  | Di  | Mi  | Do  | Fr  | Sa  | So  |
| --- | --- | --- | --- | --- | --- | --- | --- |
| 17  |     |     |     |     |     | 1   | 2   |
| 18  | 3   | 4   | 5   | 6   | 7   | 8   | 9   |
| 19  | 10  | 11  | 12  | 13  | 14  | 15  | 16  |
| 20  | 17  | 18  | 19  | 20  | 21  | 22  | 23  |
| 21  | 24  | 25  | 26  | 27  | 28  | 29  | 30  |
| 22  | 31  |     |     |     |     |     |     |

| Juni | Juni | Juni | Juni | Juni | Juni | Juni | Juni |
| Kw   | Mo   | Di   | Mi   | Do   | Fr   | Sa   | So   |
| ---- | ---- | ---- | ---- | ---- | ---- | ---- | ---- |
| 22   |      | 1    | 2    | 3    | 4    | 5    | 6    |
| 23   | 7    | 8    | 9    | 10   | 11   | 12   | 13   |
| 24   | 14   | 15   | 16   | 17   | 18   | 19   | 20   |
| 25   | 21   | 22   | 23   | 24   | 25   | 26   | 27   |
| 26   | 28   | 29   | 30   |      |      |      |      |

| Juli | Juli | Juli | Juli | Juli | Juli | Juli | Juli |
| Kw   | Mo   | Di   | Mi   | Do   | Fr   | Sa   | So   |
| ---- | ---- | ---- | ---- | ---- | ---- | ---- | ---- |
| 26   |      |      |      | 1    | 2    | 3    | 4    |
| 27   | 5    | 6    | 7    | 8    | 9    | 10   | 11   |
| 28   | 12   | 13   | 14   | 15   | 16   | 17   | 18   |
| 29   | 19   | 20   | 21   | 22   | 23   | 24   | 25   |
| 30   | 26   | 27   | 28   | 29   | 30   | 31   |      |

| August | August | August | August | August | August | August | August |
| Kw     | Mo     | Di     | Mi     | Do     | Fr     | Sa     | So     |
| ------ | ------ | ------ | ------ | ------ | ------ | ------ | ------ |
| 30     |        |        |        |        |        |        | 1      |
| 31     | 2      | 3      | 4      | 5      | 6      | 7      | 8      |
| 32     | 9      | 10     | 11     | 12     | 13     | 14     | 15     |
| 33     | 16     | 17     | 18     | 19     | 20     | 21     | 22     |
| 34     | 23     | 24     | 25     | 26     | 27     | 28     | 29     |
| 35     | 30     | 31     |        |        |        |        |        |

| September | September | September | September | September | September | September | September |
| Kw        | Mo        | Di        | Mi        | Do        | Fr        | Sa        | So        |
| --------- | --------- | --------- | --------- | --------- | --------- | --------- | --------- |
| 35        |           |           | 1         | 2         | 3         | 4         | 5         |
| 36        | 6         | 7         | 8         | 9         | 10        | 11        | 12        |
| 37        | 13        | 14        | 15        | 16        | 17        | 18        | 19        |
| 38        | 20        | 21        | 22        | 23        | 24        | 25        | 26        |
| 39        | 27        | 28        | 29        | 30        |           |           |           |

| Oktober | Oktober | Oktober | Oktober | Oktober | Oktober | Oktober | Oktober |
| Kw      | Mo      | Di      | Mi      | Do      | Fr      | Sa      | So      |
| ------- | ------- | ------- | ------- | ------- | ------- | ------- | ------- |
| 39      |         |         |         |         | 1       | 2       | 3       |
| 40      | 4       | 5       | 6       | 7       | 8       | 9       | 10      |
| 41      | 11      | 12      | 13      | 14      | 15      | 16      | 17      |
| 42      | 18      | 19      | 20      | 21      | 22      | 23      | 24      |
| 43      | 25      | 26      | 27      | 28      | 29      | 30      | 31      |

| November | November | November | November | November | November | November | November |
| Kw       | Mo       | Di       | Mi       | Do       | Fr       | Sa       | So       |
| -------- | -------- | -------- | -------- | -------- | -------- | -------- | -------- |
| 44       | 1        | 2        | 3        | 4        | 5        | 6        | 7        |
| 45       | 8        | 9        | 10       | 11       | 12       | 13       | 14       |
| 46       | 15       | 16       | 17       | 18       | 19       | 20       | 21       |
| 47       | 22       | 23       | 24       | 25       | 26       | 27       | 28       |
| 48       | 29       | 30       |          |          |          |          |          |

| Dezember | Dezember | Dezember | Dezember | Dezember | Dezember | Dezember | Dezember |
| Kw       | Mo       | Di       | Mi       | Do       | Fr       | Sa       | So       |
| -------- | -------- | -------- | -------- | -------- | -------- | -------- | -------- |
| 48       |          |          | 1        | 2        | 3        | 4        | 5        |
| 49       | 6        | 7        | 8        | 9        | 10       | 11       | 12       |
| 50       | 13       | 14       | 15       | 16       | 17       | 18       | 19       |
| 51       | 20       | 21       | 22       | 23       | 24       | 25       | 26       |
| 52       | 27       | 28       | 29       | 30       | 31       |          |          |

## Ereignisse

### Politik und Weltgeschehen

#### Europa
- 3. Februar: Kaiser Karl V. bezieht nach Fertigstellung sein an das Kloster von Yuste angebautes Refugium, wo er nach seiner Abdankung die letzten Monate seines Lebens zubringt.
- 11. Juni: Nach dem Tode Johanns III. folgt ihm sein Enkelsohn Sebastian auf den portugiesischen Thron. Der Dreijährige steht vorläufig unter der Vormundschaft seiner Großmutter Katharina von Kastilien.
- 24. Juli: Im Edikt von Compiègne droht der französische König Heinrich II. den Hugenotten mit der Gerichtsbarkeit, wenn sie „die Ordnung stören“. Es ist das dritte einer Reihe von Edikten, die zusehends strengere Strafen für die Ausübung des Protestantismus in Frankreich vorsehen. Zielsetzung ist eindeutig die Ausmerzung der Reformation. Durch die vorangetriebene Verschärfung der Maßnahmen bis hin zur Todesstrafe beschleunigt das Edikt von Compiègne die bereits seit längerem schwelende Religionskrise in Frankreich und treibt das Land in den Bürgerkrieg zwischen konfessionellen Armeen.

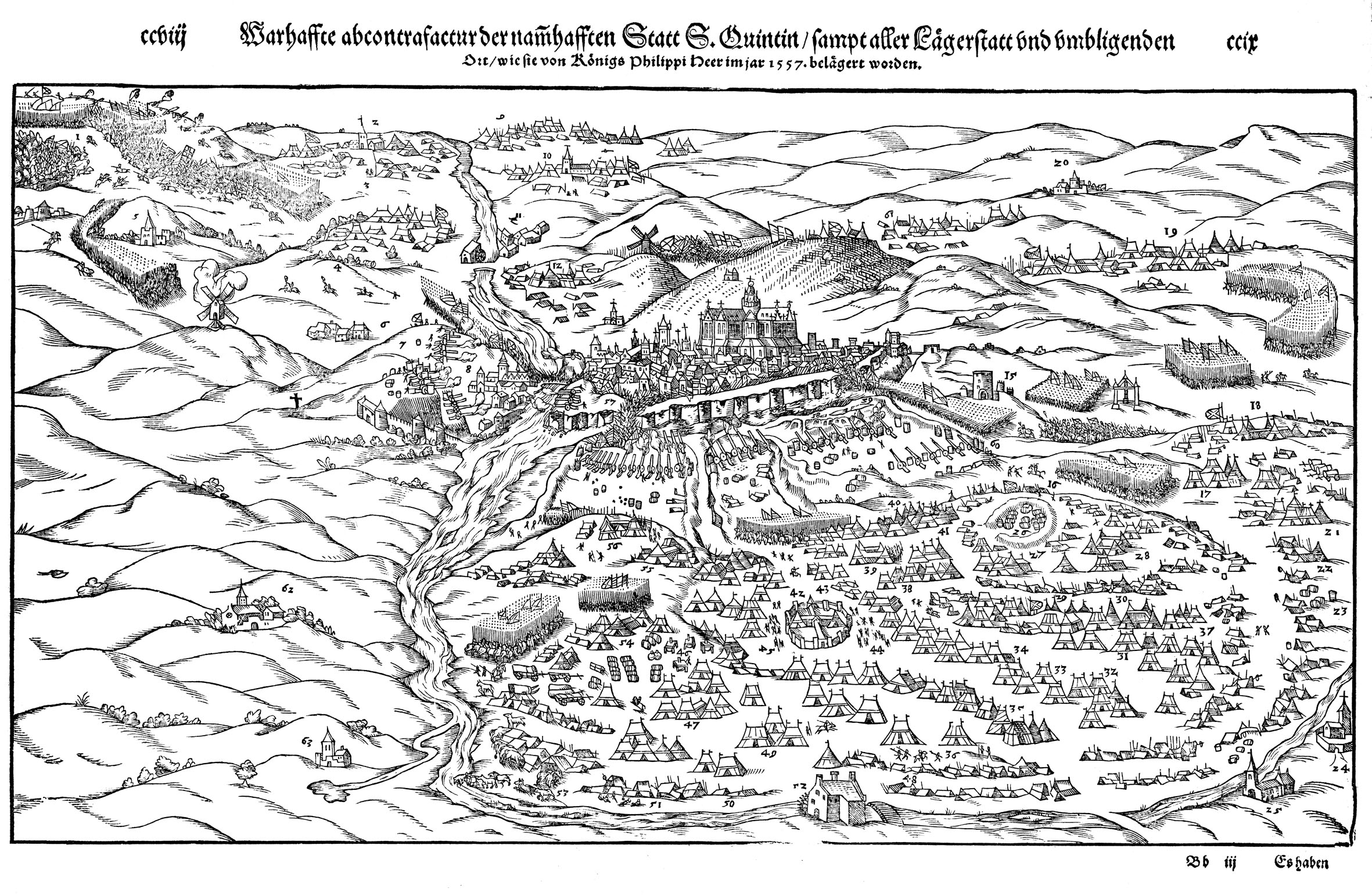
Schlacht bei Saint-Quentin (Stich von Sebastian Münster 1598)

- 10. August: Mit dem entscheidenden Sieg Spaniens in der Schlacht bei Saint-Quentin steht der jahrzehntealte Habsburgisch-Französische Konflikt vor seinem Ende.

#### Afrika
- 23. Oktober: Abdallah al-Ghalib wird nach der Ermordung seines Vaters Muhammad asch-Schaich durch türkische Offiziere zweiter Sultan der Saadier in Marokko. Zunächst muss er sich gegen mehrere andere Thronanwärter durchsetzen.

#### Japan

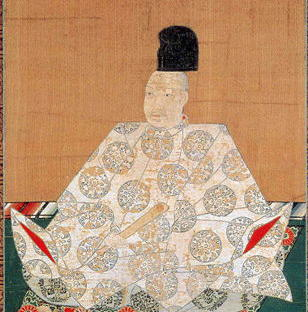
Kaiser Ōgimachi

- 27. September: Nach dem Tod von Go-Nara wird Ōgimachi 106. Tennō von Japan.
- In Japan wird die Schlacht von Uenohara geschlagen. Die dritte Schlacht zwischen Takeda Shingen und Uesugi Kenshin endet ohne entscheidenden Sieger.

#### China
Die Portugiesen errichten mit chinesischer Erlaubnis eine Verwaltungseinheit in Macau. Die Souveränität über den 1553 gegründeten Handelsposten bleibt jedoch beim Kaiserreich China.

#### Spanische Kolonien in Amerika

##### Arauco-Krieg

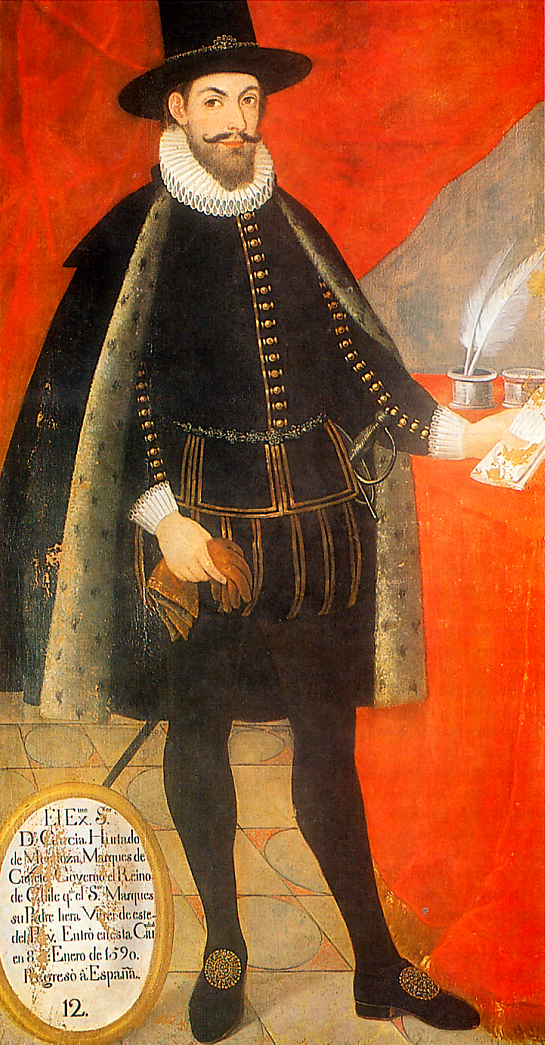
García Hurtado de Mendoza

- 9. Januar: García Hurtado de Mendoza wird von seinem Vater, Andrés Hurtado de Mendoza, dem Vizekönig von Peru, zum Gouverneur von Chile ernannt. Er führt den Arauco-Krieg gegen die Mapuche gnadenlos fort. Seinem General Pedro de Villagra y Martínez gelingt es am 1. April, deren Anführer Lautaro bei einem Überraschungsangriff zu töten, doch erleidet er eine schwere Niederlage in der Schlacht von Millapoa. Nachfolger von Lautaro als Anführer der Mapuche werden Caupolicán und Galvarino, die den Krieg gegen die Spanier fortsetzen.
- 8. November: In der Schlacht von Lagunillas nahe dem Río Bío Bío wird Galvarino gemeinsam mit 150 Mapuche festgenommen. Den Gefangenen werden die Hände abgehackt, bevor sie wieder freigelassen werden.
- 30. November: In der Schlacht von Millarapue werden Galvarino und Caupolicán gefangen genommen.

##### Entdeckungsfahrten
- 17. November: Juan Fernández Ladrillero, der von Gouverneur Mendoza den Auftrag erhalten hat, die Gegend südlich von Valdivia und insbesondere die Magellanstraße zu erforschen, verlässt Valdivia mit zwei Schiffen. Das Flaggschiff geht kurze Zeit später in einem Sturm verloren. Am 4. Dezember erreicht das zweite Schiff den Eyrefjord, der Expedition gelingt es jedoch nicht, die Durchfahrt durch die Magellanstraße zu finden.

##### Stadtgründungen
- 12. April: Am Ort der früheren Inka-Stadt Tumipampa im heutigen Ecuador wird von den Spaniern die Stadt Santa Ana de los Cuatro Ríos de Cuenca gegründet.
- 9. Oktober: Der spanische Konquistador Diego García de Paredes gründet die Stadt Trujillo im heutigen Venezuela.

#### Urkundliche Ersterwähnungen
- Zagreb wird erstmals als kroatische Hauptstadt erwähnt.

### Wirtschaft
- Spaniens König Philipp II. erklärt den Staatsbankrott. Davon betroffen ist als ein Hauptgläubiger das Handelshaus der Welser.
- Der schwedische König Gustav I. Wasa verleiht den Gävlefischern das alleinige Recht, an der Küste Norrlands Heringe zu fischen, ein Monopol, von dem die Stadt Gävle über Jahrhunderte profitiert.

### Wissenschaft und Kultur

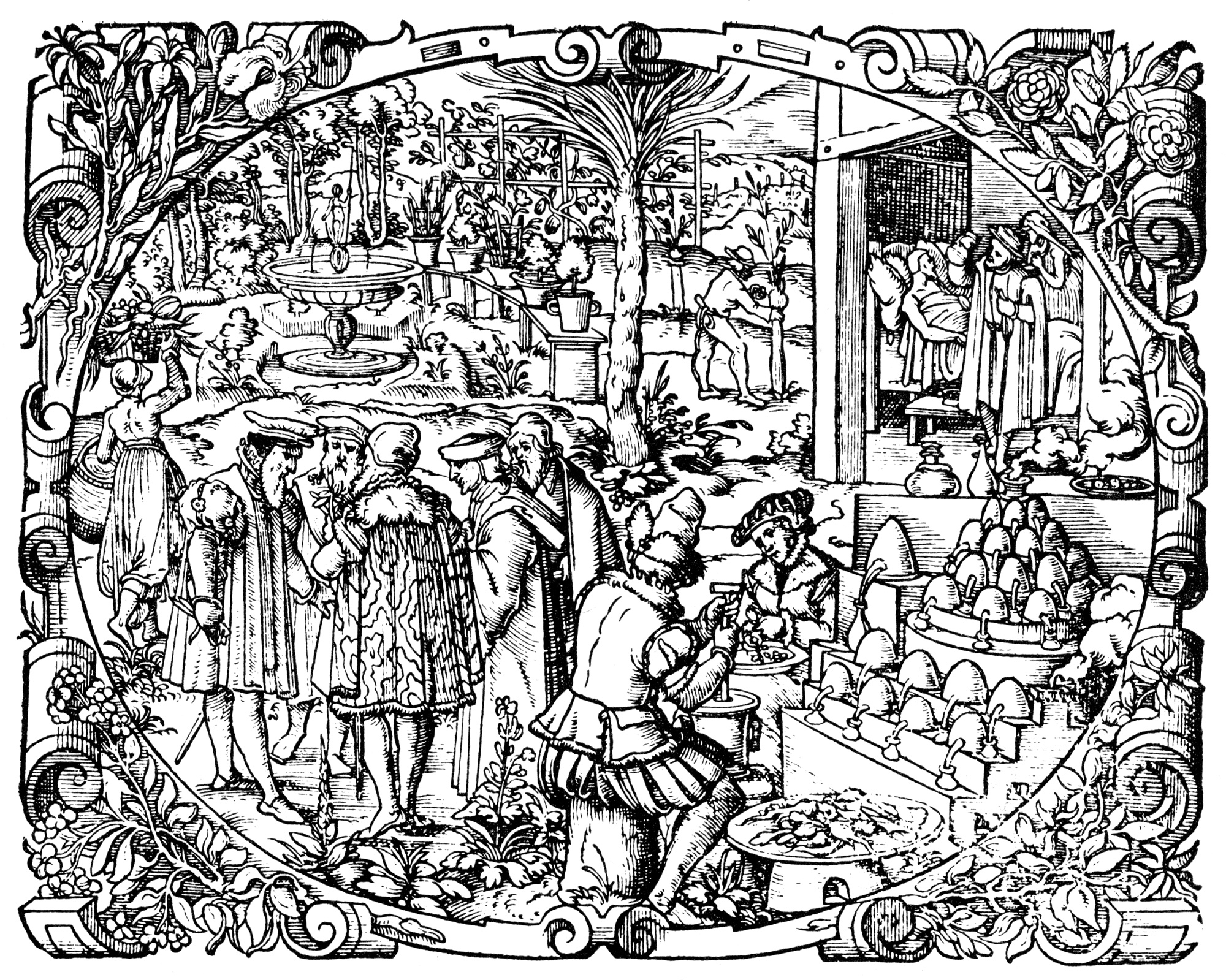
Titelillustration des Kreüterbuchs

- Der deutsche Arzt und Botaniker Adam Lonitzer verfasst ein Kreüterbuch.
- Der Schweizer Gelehrte Conrad Gessner gibt das Lexicon sive dictionarium Graecolatinum heraus.
- In Halle an der Saale wird der Stadtgottesacker nach dem Vorbild der Camposanto-Friedhofsanlagen in Italien errichtet.

### Religion
- Beim Wormser Religionsgespräch versuchen protestantische und katholische Theologen erfolglos, einen Konsens in zentralen Fragen der theologischen Lehre zu erzielen.
- Die Kurpfalz führt die Reformation in reformierter Prägung ein. Zugleich wenden sich auch einige kurpfälzische Kondominien der Reformation zu, zum Beispiel Sponheim und Pfalz-Zweibrücken.

## Historische Karten und Ansichten

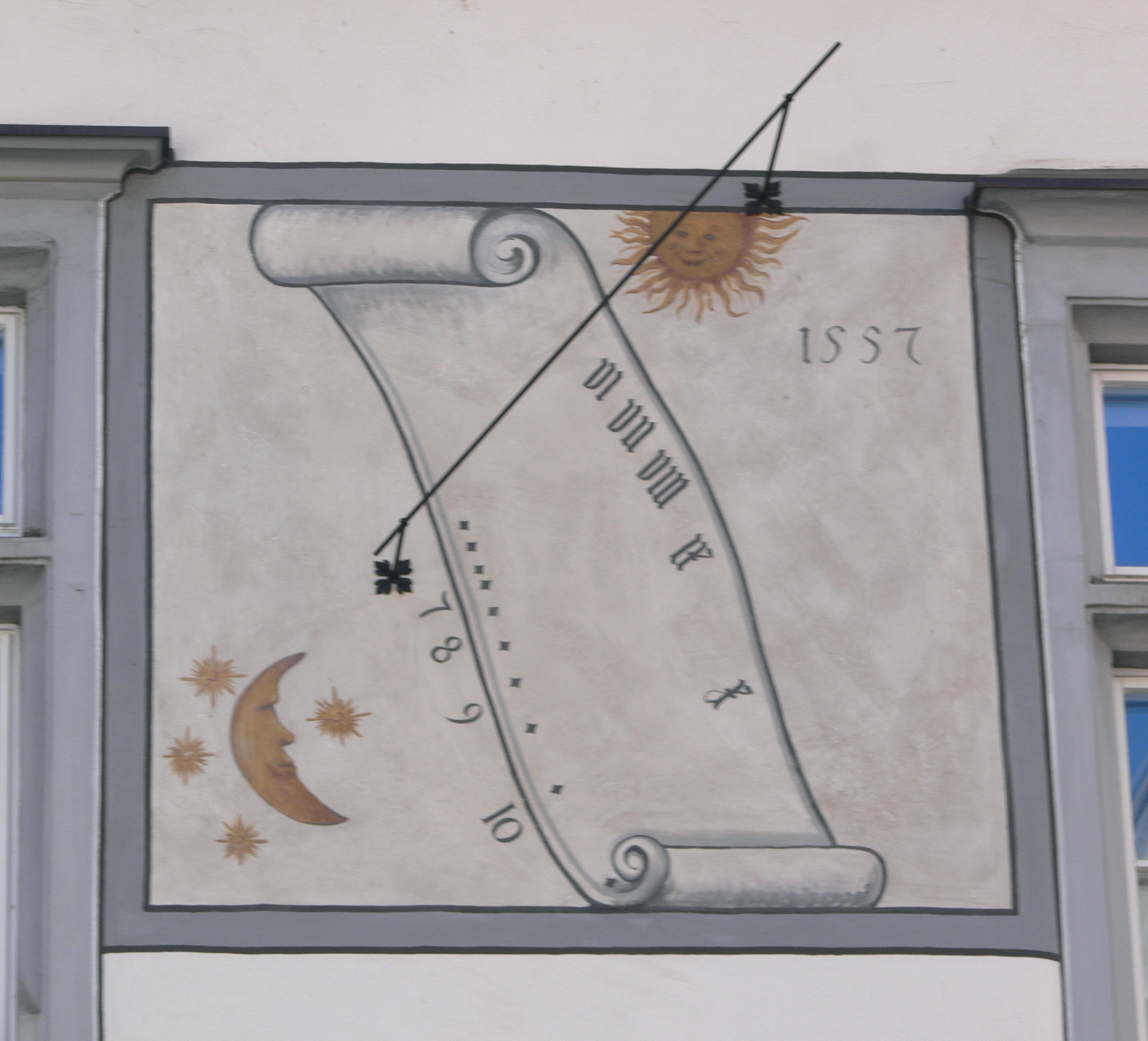
Sonnenuhr Ravensburg mit der Jahreszahl 1557

## Geboren

### Geburtsdatum gesichert
- 1. Januar: Stephan Bocskai, reformierter Fürst in Siebenbürgen († 1606)
- 15. Februar: Vittoria Accoramboni, italienische Adlige († 1585)

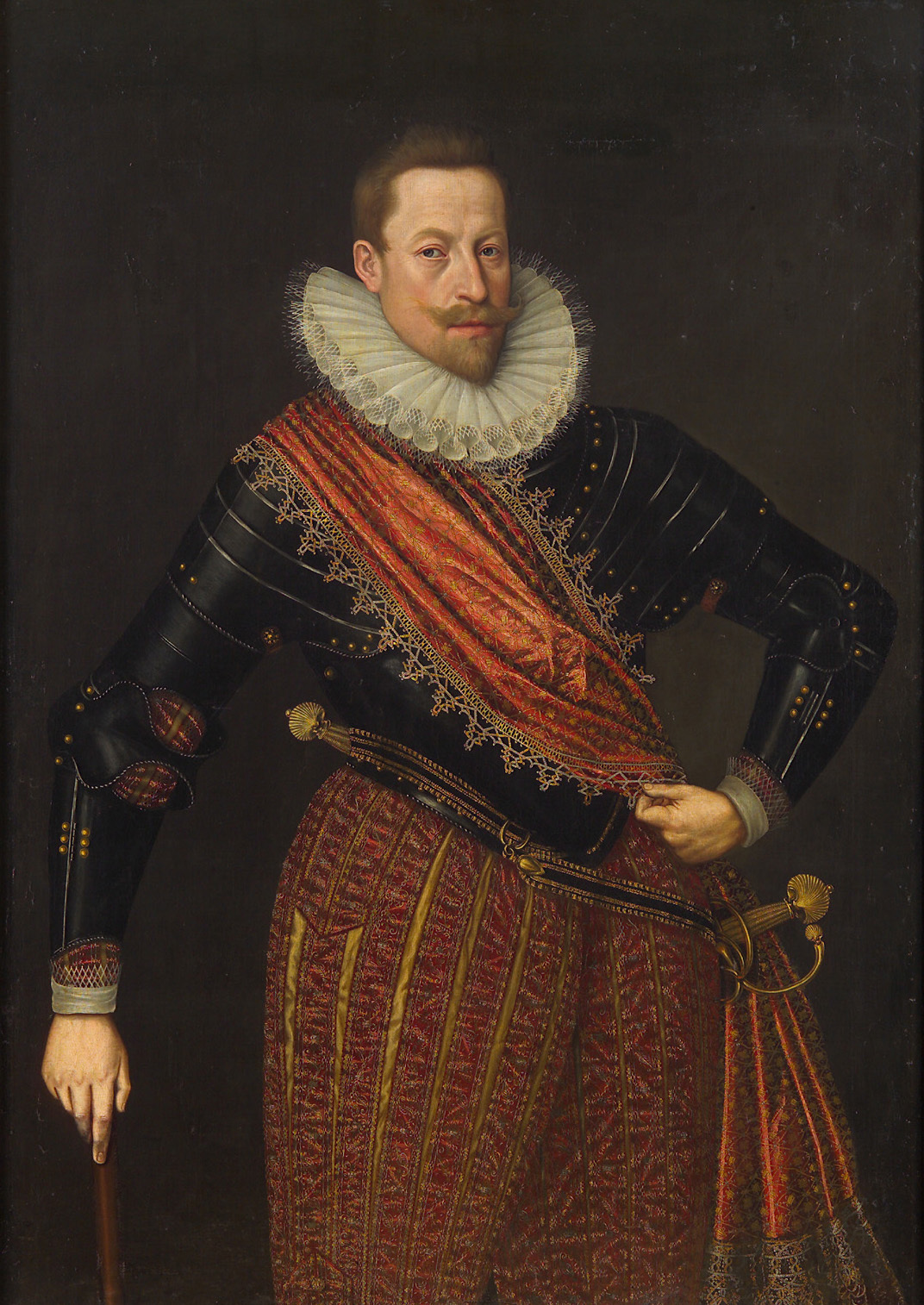
Kaiser Matthias

- 24. Februar: Matthias, Kaiser des Heiligen Römischen Reiches († 1619)
- 22. März: Kasimir VI., nicht-regierender Herzog von Pommern († 1605)
- 4. April: Lew Sapieha, polnisch-litauischer Staatsmann († 1633)
- 11. April: Friedrich, Pfalzgraf und Herzog von Pfalz-Parkstein († 1597)
- 31. Mai: Fjodor I., Zar von Russland († 1598)
- 26. Juni: Leandro Bassano, italienischer Maler († 1622)
- 17. Juli: Georg Huber, Bürgermeister von St. Gallen († 1642)
- 10. August: Ludwig von Leiningen-Westerburg, Graf von Leiningen-Leiningen († 1622)
- 16. August: Agostino Carracci, italienischer Maler und Kupferstecher († 1602)
- 19. August: Friedrich I., Graf von Mömpelgard und Herzog von Württemberg († 1608)
- 24. August: Bartholomäus Gölnitz, deutscher Rechtswissenschaftler († 1635)
- 4. September: Sophie von Mecklenburg, Königin von Dänemark († 1631)
- 16. September: Martin Behm, deutscher Schriftsteller und Verfasser von Kirchenliedern († 1622)
- 9. Oktober: Georg von Schoenaich, bedeutender deutscher Humanist und Förderer der Reformation († 1619)
- 6. Dezember: Ernst Cothmann, deutscher Jurist und Rechtswissenschaftler († 1624)
- 12. Dezember: Anton Varus, deutscher Logiker und Mediziner († 1637)

### Genaues Geburtsdatum unbekannt
- Paul Albert, Bischof von Breslau († 1600)
- Hans Ardüser, Schweizer Wandermaler, Schulmeister und Chronist († um 1617)
- Julius Caesar, englischer Richter und königlicher Regierungsbeamter († 1636)
- Giovanni Croce, italienischer Komponist, Kapellmeister und Priester der venezianischen Renaissance († 1609)
- Heinrich Eckstorm, deutscher evangelischer Theologe und Pädagoge († 1622)
- Giovanni Gabrieli, italienischer Komponist († 1612)

## Gestorben

### Todesdatum gesichert
- 2. Januar: Jacopo da Pontormo, Florentiner Maler (* 1494)
- 8. Januar: Albrecht II. Alcibiades, Markgraf von Brandenburg-Kulmbach (* 1522)
- 12. Januar: Eberhard Billick, Gegenreformator und Weihbischof in Köln (* 1499 oder 1500)
- 15. Februar: Gregor Brück, Kanzler der ernestinischen Kurfürsten von Sachsen (* 1485)
- 17. Februar: Johann Timann, evangelischer Theologe und Reformator (* vor 1500)
- 11. März: Louis de Bourbon-Vendôme, Bischof von Laon, Kardinal und päpstlicher Legat in Savoyen (* 1493)
- 17. März: Wilhelm der Ältere von Waldburg-Trauchburg, Augsburger Landvogt, Gesandter des Schwäbischen Bundes und Statthalter von Württemberg (* 1469)
- 9. April: Mikael Agricola, finnischer Theologe und Reformator (* 1509)
- 21. April: Kaspar Gretter, deutscher Theologe und Reformator (* um 1501)
- 24. April: Georg Rörer, deutscher Theologe und Reformator (* 1492)
- 29. April: Lautaro, Kriegshäuptling der Mapuche im Arauco-Krieg in Chile (* vor 1535)
- 04. Mai: Georg von Österreich, Bischof von Brixen, Erzbischof von Valencia und Bischof von Lüttich (* 1504)
- 18. Mai: Johann II. von Simmern, Pfalzgraf (* 1492)
- 30. Mai: Heinrich von Galen, Landmeister des Deutschen Ordens in Livland (* um 1480)
- 11. Juni: Johann III., König von Portugal aus dem Hause Avis (* 1502)
- 10. Juli: Giovan Battista Ramusio, italienischer Humanist, Historiker und Geograf (* 1485)
- 16. Juli: Anna von Kleve, Königin von England als Ehefrau König Heinrichs VIII. (* 1515)
- 26. Juli: Angelus Merula, niederländischer Reformator und evangelischer Märtyrer (* 1482)
- 4. August: Brictius thom Norde, deutscher lutherischer Theologe und Reformator (* um 1490)
- 18. August: Claude de la Sengle, 48. Großmeister des Malteserordens (* 1494)
- 1. September: Jacques Cartier, französischer Entdecker und Seefahrer (* 1491)
- 13. September: Veit Amerbach, deutscher Gelehrter und Humanist (* um 1503)
- 13. September: John Cheke, englischer Gelehrter und Staatsmann (* 1514)
- 15. September: Juan Álvarez y Alva de Toledo, spanischer Dominikaner, Bischof und Kardinal (* 1488)
- 27. September: Go-Nara, 105. Kaiser von Japan (* 1497)
- 27. September: John Sackville, englischer Abgeordneter des Parlaments (* 1484)
- 5. Oktober: Caramuru, portugiesischer Kolonist und Verbindungsperson zwischen den brasilianischen Ureinwohnern und der portugiesischen Krone (* um 1475)
- 20. Oktober: Jean Salmon Macrin, neulateinischer Dichter französischer Herkunft (* 1490)
- 23. Oktober: Muhammad asch-Schaich, erster Sultan der Saadier in Marokko
- 15. November: Ferrante I. Gonzaga, Graf von Guastalla, Vizekönig von Sizilien und Gouverneur von Mailand (* 1507)
- 19. November: Bona Sforza, Königin von Polen und Großfürstin von Litauen (* 1494)
- 20. November: Kaspar Brusch, deutscher Humanist, katholischer Theologe, Historiker und Dichter (* 1518)
- 28. November: Robert Rochester, englischer katholischer Politiker (* um 1494)
- 6. Dezember: Elisabeth von Hessen, Erbprinzessin von Sachsen (* 1502)
- 13. Dezember: Nicolo Tartaglia, italienischer Mathematiker (* 1499)

### Genaues Todesdatum unbekannt
- Januar: Archibald Douglas, 6. Earl of Angus, schottischer Adeliger (* um 1489)
- Juni: David Douglas, 7. Earl of Angus, schottischer Adeliger (* um 1515)
- John Braye, 2. Baron Braye, englischer Adeliger und Politiker
- Thomas Crécquillon, franko-flämischer Komponist (* vermutlich zwischen 1480 und 1505)
- Lorenzo Lotto, italienischer Maler (* 1480)
- Álvar Núñez Cabeza de Vaca, spanischer Seefahrer und Entdecker, (* 1490?)